# (74024) Hrabě
(74024) Hrabě, désignation internationale (74024) Hrabe, est un astéroïde de la ceinture principale.

## Description
(74024) Hrabe est un astéroïde de la ceinture principale. Il fut découvert le 23 avril 1998 à l'Observatoire Kleť par Miloš Tichý et Jana Tichá. Il présente une orbite caractérisée par un demi-grand axe de 2,42 UA, une excentricité de 0,14 et une inclinaison de 1,8° par rapport à l'écliptique.

## Compléments